# 新魯達 (沃倫州)
51°25′27″N 25°20′9″E / 51.42417°N 25.33583°E
新魯達（烏克蘭語：Нова Руда）是烏克蘭西部的村莊，隸屬沃倫州的卡明-卡希爾斯基區。該村面積24.68平方公里，海拔高度158米，2001年人口532，人口密度每平方公里21.56人。